# Catephia endoplaga
Catephia endoplaga är en fjärilsart som beskrevs av George Francis Hampson 1926. Catephia endoplaga ingår i släktet Catephia och familjen nattflyn. Inga underarter finns listade i Catalogue of Life.